# Колосняк
Колосня́к (Leymus) — рід трав'янистих рослин родини тонконогових. Етимологія: анаграма від Elymus L.

## Опис
Це багаторічні трави. Рослини, як правило, з кореневищами, рідко без. Стебла зазвичай підняті. Листові пластини, як правило, сірувато-зелені, зазвичай закочені, рідко плоскі, жорсткі. Суцвіття колосоподібні, лінійні, рідше довгасто-яйцюваті. Колоски в регулярних рядках (1 або 2) або 3(-6) на вузол, сидячі, всі подібні, з (1-)3–7 квіточками. Колоскові луски лінійні до ланцетних, 1–3(-5)-жильні, верхівки від гострих до коротко остюкових. Леми 3–7-жильні, верхівки від гострих до коротко остюкових.

## Поширення
Приблизно 50 видів поширені в помірних районах північної півкулі.
В Україні зростають:
- Leymus arenarius (L.) Hochst. — колосняк пісковий
- Leymus racemosus (Lam.) Tzvel. — колосняк китицевий або китицецвітий, колосняк чорноморський[5]
- Leymus ramosus (Trin) Tzvel. — колосняк гіллястий

## Використання
Деякі види корисні для фіксації дюн, деякі — декоративні рослини.